# Clinopodium acinos
Clinopodium acinos (щебрушка польова як Acinos arvensis — вид трав'янистих рослин з родини глухокропивових (Lamiaceae), поширений у східній Європі, північно- та південно-східній Азії. Етимологія: видова назва походить від дав.-гр. ακινοϛ — васильки, позначаючи подібність до васильків.

## Опис
Однорічна або недовговічна багаторічна трав'яниста рослина (10)15–30 см заввишки. Зазвичай багато стовбурів. Стебла прямостійно-висхідні, округло-4-куті, волохаті, часто червонувато-фіолетові. З приємним ароматом. Листки супротивні, дуже коротко черешкові. Всі листки вище середини помітно зазубрені, з обох сторін запушені короткими малопомітними волосками з великою домішкою стебельчастих залозок. листові пластини від вузько-яйцюватих до ланцетних до майже еліптичних, з цілими краями. Суцвіття — колосоподібний кластер, який складається з окремих пазушних кілець, які закінчують стебло. Чашечка вкрита дрібними стебельчатими залозками й на жилах щетинистими, загнутими вперед волосками. Віночок ліловий, 7–10 мм завдовжки. Плід — 4-дольний схизокарпій. Мерикарпії округлі, жовтувато-коричневі.

## Поширення
Вид поширений у Європі й на схід до центрального Сибіру та на південний схід до Ірану.
В Україні вид зростає на полях, степових схилах, лісових галявинах, вапнякових відслоненнях, зрідка як бур'ян в посівах — майже на всій території.

## Галерея

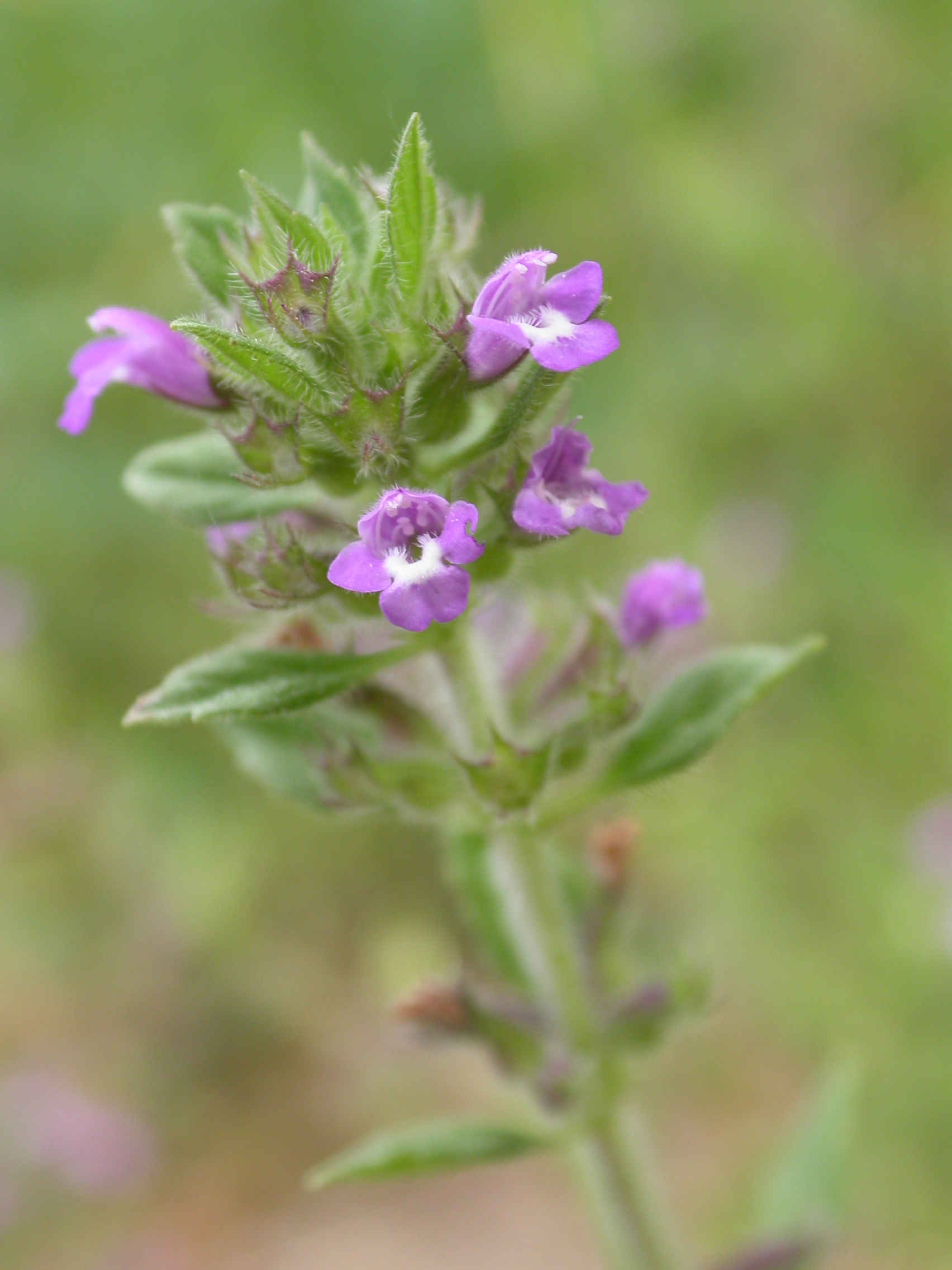
квітка
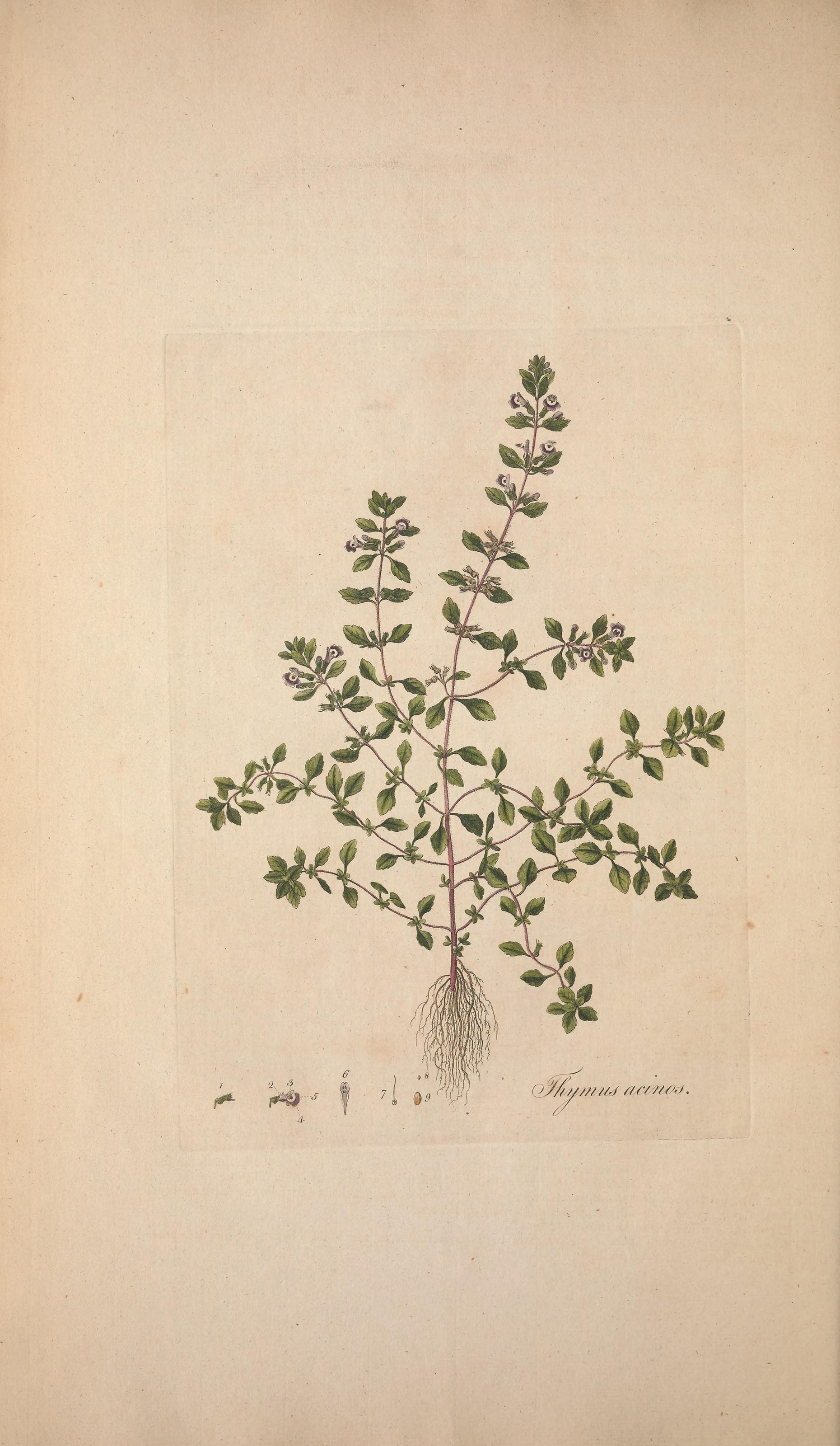
ілюстрація